# Airlander
Der Airlander ist ein Hybridluftschiff.

## Airlander 10

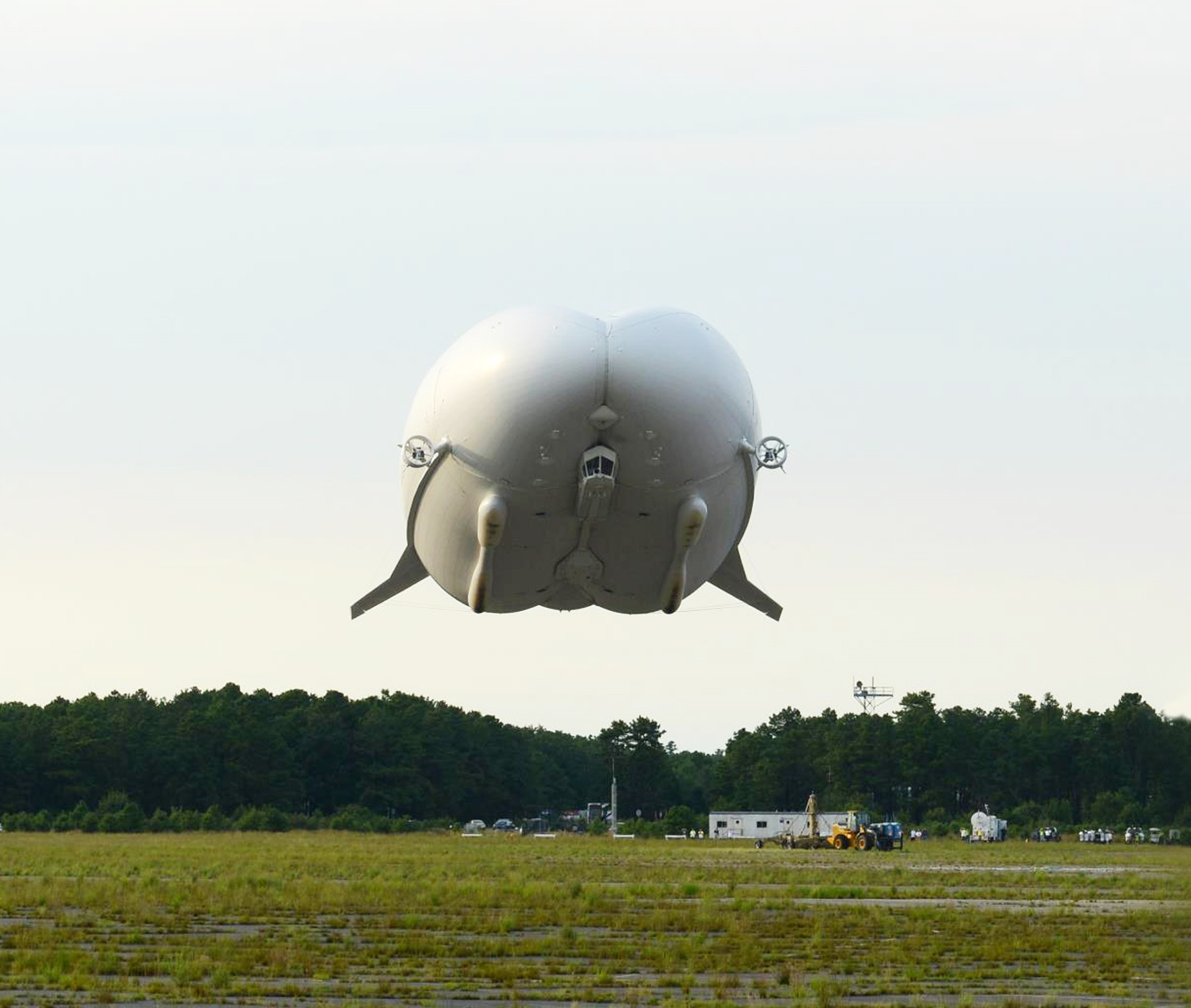
Testflug als LEMV 2012 in Lakehurst

Das Unternehmen Hybrid Air Vehicles entwickelte ab etwa 2010 als Subunternehmer des US-Rüstungskonzerns Northrop Grumman im Rahmen des Projektes Long Endurance Multi-intelligence Vehicle (LEMV) den Prototyp HAV 301, der vom US-Verteidigungsministerium mit 60 Millionen US-Dollar finanziert wurde. Der HAV 301 absolvierte seinen Erstflug im August 2012 auf dem Luftschiffflugplatz in Lakehurst im US-Bundesstaat New Jersey.
Das Projekt sollte zu einem hoch fliegenden Aufklärungsluftschiff für die US-Streitkräfte in Afghanistan führen, wurde aber kurz nach dem Erstflug eingestellt.
Der britische Hersteller kaufte daraufhin den Prototyp für 301.000 US-Dollar zurück.
Hybrid Air Vehicles wird von der deutschen Linde AG und deren britischer Tochtergesellschaft BOC gesponsert.
Der zivile Einsatz des Hybridluftschiffes wird zum einen mittels Crowdfunding finanziert, zum anderen durch die britische Regierung und Bruce Dickinson (Sänger der Heavy-Metal-Band Iron Maiden und Pilot). 2015 wurden mittels Crowdfunding 2.196.870 Pfund investiert.
Der Jungfernflug als Airlander 10 fand am 17. August 2016 auf dem ehemaligen britischen Militärstützpunkt in Cardington statt.
Im Januar 2020 kündigte HAV den Produktionsstart einer verbesserten Version des Airlander 10 sowie die künftige Entwicklung eines Elektroantriebs an. Das Unternehmen stehe jedoch noch in Verhandlungen mit Kunden sowie mit Investoren für eine Produktionsstätte.
Die spanische Fluggesellschaft Air Nostrum plant ab 2026, zehn Airlander 10 im Inlandsflugverkehr in Spanien einzusetzen und hat die entsprechende Anzahl von Luftschiffen 2022 reserviert.
Das Unternehmen OceanSky Cruises möchte den Airlander 10 noch vor 2026 für mehrtägige „Luftkreuzfahrten“, unter anderem zum Nordpol, anbieten. Neben einer Bar und einer Lounge mit Glasfußboden sollen die acht 10 Quadratmeter großen Kabinen für zwei Personen über einen kleinen Schrank und eine Dusche verfügen. An Bord sollen außerdem acht Mannschaftsmitglieder sein, von denen vier Piloten sind.

## Zwischenfälle
Der zweite Flug erfolgte am 24. August 2016. Dabei wurde eine Stromleitung des britischen Betreibers UK Power Networks gestreift, was anfangs bestritten wurde. Bei der Landung auf dem Flugplatz Cardington wurde das Luftschiff beschädigt, als es mit dem Bug und der Pilotenkabine voran aufsetzte. Die Kabine wurde dabei eingedrückt. Die Besatzung kam nicht zu Schaden.
Am 18. November 2017 riss sich der Prototyp von seinem Haltemast los. Ein Sicherheitsmechanismus, der sicherstellen soll, dass das Fluggerät nicht zu einer unkontrollierbaren Gefahr wird, ließ bestimmungsgemäß die Hülle aufreißen und das Helium entweichen. Das Luftschiff ging am Rand des Flugplatzes Cardington nieder. Eine Mitarbeiterin wurde bei dem Zwischenfall leicht, ein weiterer Mitarbeiter bei den Aufräumarbeiten ebenfalls leicht verletzt.

## Technische Daten
Mit 92 Metern Länge und 42 Metern Breite ist der Airlander 10 aktuell das längste Fluggerät der Welt. Das Hybridluftschiff kann 10 t Fracht oder 48 Passagiere mit einer Geschwindigkeit von 150 km/h transportieren und mit voller Heliumfüllung bis zu drei Wochen in der Luft bleiben. Die Außenhaut besteht aus einem Vectran-Faserverbundwerkstoff, die Gaszellen werden nur durch den Innendruck prall gehalten und besitzen kein weiteres Stützskelett. Viele strukturell tragende Komponenten sind aus Kohlenstofffaserverbundwerkstoffen. Angetrieben wird er von vier Dieselmotoren des Herstellers Continental Motors, der zur chinesischen AVIC gehört, mit jeweils 240 kW Leistung (325 PS).

## Airlander 50
Der Airlander 50 ist eine in Planung befindliche größere Version des Airlander 10 für bis zu 50 Tonnen Ladung.